# Der Pfarrersbub

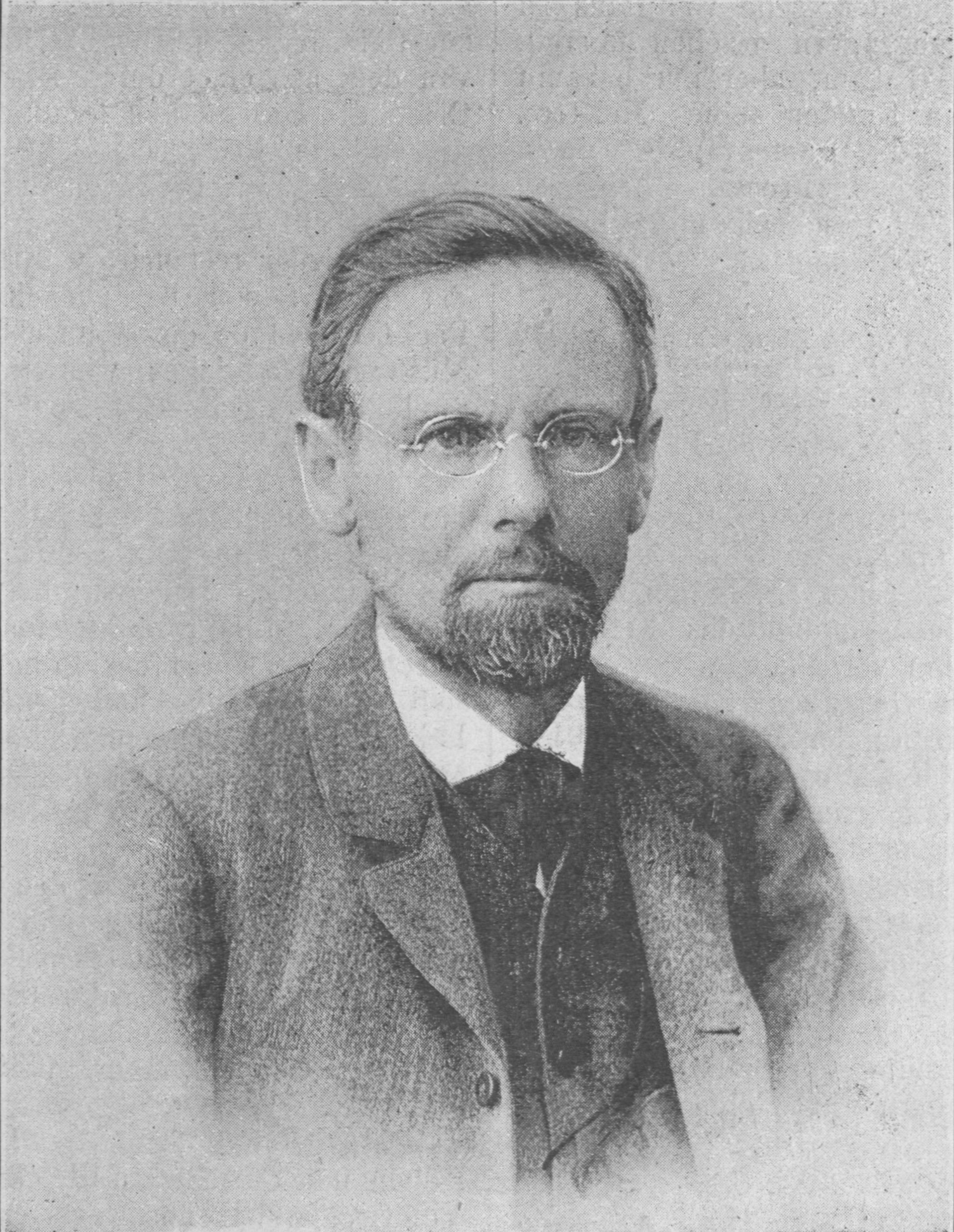
Peter Rosegger im Jahr 1893

Der Pfarrersbub ist eine Erzählung des österreichischen Schriftstellers Peter Rosegger, die im August und September (Hefte 11 und 12) 1888 der Grazer Monatsschrift Heimgarten erschien.

## Inhalt
Die Aufzeichnungen des hochwürdigen Abtes von Elmau sind vom Sonntag, dem 7. Oktober 1866 bis zum Montag, dem 15. Juni 1885 datiert. Zum Abt wird der Pfarrer zu Sankt Anna erst im Mai 1885 gewählt.
Der Pfarrer, also der Tagebuchschreiber, verspricht der sterbenden Mutter des kleinen Theodor Ringel, er wolle sich um den Kleinen kümmern. Falls den Jungen keiner wolle, werde der Pfarrer ihn selbst zu sich nehmen. Nach dem Versprechen stirbt die Mutter, die junge Ringel-Schusterin aus Bayern. Deren Mann war im Mai 1866 eingezogen worden und in der Schlacht bei Königgrätz gefallen. Der Pfarrer hält sein Versprechen. 
Für den barmherzigen Geistlichen beginnen die nicht enden wollenden Komplikationen sogleich nachdem Theodor in seinen Haushalt eingezogen ist. Die Haushälterin Ottilie protestiert vehement gegen die Aufnahme des Kleinstkindes, kann sich nicht durchsetzen und kündigt den Dienst auf. Der Pfarrer muss die 105 Gulden an nicht ausbezahltem Dienstlohn schuldig bleiben. Die Magd Maria, die bereits bei der Ringel-Schusterin ohne Entlohnung gedient hatte, betreut einstweilen das Kindlein und kümmert sich um den Haushalt. Die Geistlichen des Stifts Elmau, angeführt vom Abt, hatten die Kirche zu Sankt Anna inspiziert. Gern hätte der Pfarrer die Herren zum Mittagessen eingeladen. Dagegen hatten die Kochkünste Marias gesprochen.
Der Pfarrer sucht für das Kind eine Pflegemutter außer Haus. Als er nach längerem Suchen das Fräulein Peselka gewinnen kann, rät ihm der Amtsbruder Isidor Limasch aus Sachsenberg dringend ab. Denn Theodor, ein der römisch-katholischen Kirche angehöriges Kind, würde dann in einem Haushalt protestantischer Konfession erzogen werden. Also bleibt Theodor beim Pfarrer. 
Die Leute im Dorfe reden, der Scharlach gehe vom Pfarrhofe aus. Daraufhin verweigert sogar eine sterbende Magd aus Furcht von Ansteckung die heiligen Sakramente. Und der Pfarrer liest die Messe fortan vor leeren Bänken.
Theodor bekommt eine Krankheit nach der anderen. Der Arzt kann das rechte Auge des Kindes während einer Operation nicht retten.
Maria wird entlassen und Mamsell Klara wird als Haushälterin eingestellt. Die Mamsell hasst Theodor. Der inzwischen Achtjährige meidet zumeist gleichaltrige Jungen und entpuppt sich als Tierquäler. Der Pfarrer straft den Jungen dafür mit Fasten. Theodor hilft sich mit Mundraub. Dem Pfarrer kommt ein Gespräch zu Ohren, das Theodor mit einem Schulkameraden als Neunjähriger geführt haben soll. Der Kamerad habe in einer Geldangelegenheit nicht weiter gewusst. Der Großvater habe ihm das Geld für einen Rodelschlitten verweigert. Theodors Rat: „So mußt du ihn [den Großvater] erstechen und es selber nehmen.“ Der Pfarrer straft der öffentlichen Meinung zuliebe Theodor nach jeder fast täglich neu eintreffenden Klage – ein Schimpfwort oder ein blaues Auge betreffend – empfindlicher, als er es eigentlich vor sich verantworten könnte. Bei alledem ist der Schüler Theodor begabt und fleißig, doch ihm wird schlechtes Betragen bescheinigt. Der Pfarrer züchtigt den kleinen Sünder unter dem kreischenden Beifall der Mamsell für das Schuljahresabschlusszeugnis unnachgiebig. Doch Theodor erweist sich aus härterem Holz geschnitzt als gedacht. Nach der Schulzeit soll die schwere Arbeit bei einem Bauern den Burschen mürbe machen. Als der Oberlehrer seine Sackuhr vermisst und er Theodor des Diebstahls überführen kann, weiß der Pfarrer nicht weiter. Auf Weisung des Geistlichen sperrt der Gemeindediener den Dieb für eine Nacht in den Kotter. Bevor Theodor aus dem Gewahrsam entlassen wird, hört  der Pfarrer mit an, wie Theodor während der abschließenden Prügelstrafe – ausgeführt vom Gemeindediener – grauenhaft schreit. Daheim redet er dem Jungen ins Gewissen: Solcher Weg führe geradewegs unter den Galgen. Darauf Theodor: „Hättet ihr mich nur gleich heute schon aufgehänkt!“
Im Frühsommer 1876 verlässt Theodor das Haus des Pfarrers auf Nimmerwiedersehn. Neun Jahre später, am Tage vor der oben erwähnten Wahl des Pfarrers zum Abt, begeht ein einäugiger Bursche zu Sankt Anna schweren Kirchenraub – eine Heiligtumschändung, die gewöhnlich mit 20 Jahren schweren Kerkers bestraft wird. Der Räuber ist nicht auffindbar. Am 29. Juni 1885 wird der Abt im Mühlhölzel Opfer eines Raubmords. Zwei Tage darauf wird der Täter, ein verkommener 19-jähriger Bursche, gefasst. Er heißt Theodor Ringel.

## Gesellschaftskritik
Rosegger lässt den Pfarrer niederschreiben: „Sein [Theodors] Vater hat sich fürs Vaterland erschießen lassen müssen. Man sollte den Wurm [Theodor] eigentlich gut einschachteln und dem Grafen Bismarck schicken... “

## Ausgaben
- Der Pfarrers-Bub. Aus den Aufzeichnungen eines Landgeistlichen. Mitgetheilt von P. K. Rosegger In: Heimgarten. Band 12. Leykam, Graz 1888, S. 801–809, 895–903 (archive.org).
- Der Pfarresbub. Aus den Aufzeichnungen eines Landgeistlichen In: Peter Rosegger: Das Buch der Novellen. Dritter Band, L. Staackmann. Leipzig 1916, S. 155–188.